# Bladnoch (Dumfries and Galloway)
Bladnoch ist eine Ortschaft in der schottischen Council Area Dumfries and Galloway beziehungsweise der traditionellen Grafschaft Wigtownshire. Sie liegt rund 1,5 km südwestlich von Wigtown auf der Halbinsel The Machars. Durch Bladnoch fließt der Bladnoch, der zwei Kilometer östlich in die Luce Bay mündet.

## Geschichte
Der schottische König Jakob V. sprach 1533 die 600 südwestlich des heutigen Bladnoch gelegenen Ländereien von Baldoon einem Archibald Dunbar zu. Vermutlich im frühen 17. Jahrhundert entstand dort das Schloss Baldoon Castle. Später diente das Schloss dem schottischen Schriftsteller Walter Scott als Vorlage für das Schloss in seinem Roman The Bride of Lammermoor.
1817 wurde am Westrand der Ortschaft die Whiskybrennerei Bladnoch eröffnet. Sie ist bis heute aktiv.

## Verkehr
Bladnoch ist direkt an der aus Girvan kommenden A714 gelegen. Sie führt über Wigtown, um vor Newton Stewart die überregional bedeutende A75 (Stranraer–Gretna Green) zu kreuzen. Im Süden geht sie in der A746 auf, welche den Südteil der Halbinsel bis jenseits von Whithorn anbindet.